# Clara Schumann
Clara Josephine Schumann z domu Wieck (ur. 13 września 1819 w Lipsku, zm. 20 maja 1896 we Frankfurcie nad Menem) – niemiecka pianistka i kompozytorka romantyczna. Żona Roberta Schumanna.
Clara Schumann urodziła się w Lipsku. Muzyki uczył ją ojciec, Friedrich Wieck. Pierwszy raz wystąpiła publicznie w 1830. W 1832 wyruszyła z ojcem w pierwszą trasę koncertową, podczas której zaprezentowała kilka samodzielnie skomponowanych utworów.
W 1840, wbrew woli ojca, poślubiła Roberta Schumanna, który był uczniem Wiecka. Obowiązki żony i matki ośmiorga dzieci odsunęły jej karierę muzyczną na boczny tor. Jednak po śmierci męża w 1856, by utrzymać odpowiedni standard życia, pracowała jako nauczycielka muzyki oraz organizowała regularnie trasy koncertowe po Niemczech oraz Europie.
Była zaprzyjaźniona z Johannesem Brahmsem. W latach 1878–1892 mieszkała we Frankfurcie nad Menem, gdzie uczyła gry na fortepianie w tamtejszym konserwatorium.
Wśród entuzjastów jej talentu znalazł się później Edvard Grieg. Jej życie zostało opisane w biograficznej powieści Elisabeth Kyle Duet.
Jej uczennicą była Nanette Falk-Auerbach.